# Georg Coelestin

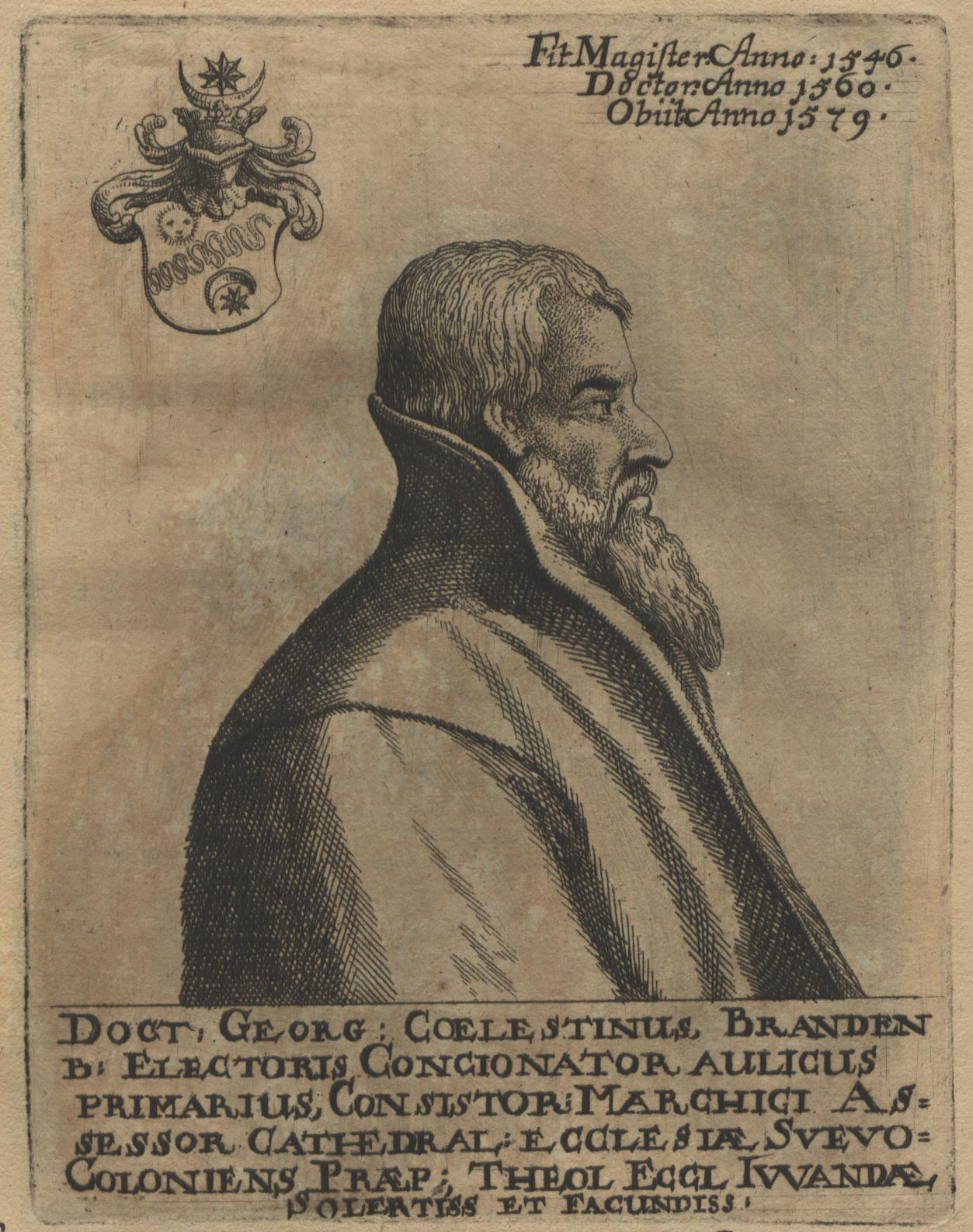
Coelestin in Martin Friedrich Seidels Bilder-Sammlung von 1671

Georg Coelestin (* 23. April 1525 in Plauen; † 13. Dezember 1579 in Berlin; auch Georg Himmlisch, Georg Himmel sowie Georg Uranius) war ein deutscher lutherischer Theologe und Geistlicher.

## Leben
Georg Coelestin war ein Sohn des Plauener Kaufmanns Georg Himmlisch und der Walpurgis Gebhardt. Er hatte einen Bruder, Johann Friedrich Coelestin. Nachdem Georg Coelestin an der Universität Leipzig studiert hatte, erhielt er 1546 die Würde eines Magisters. 1549 fand er in Schneeberg eine Stelle als Pfarrer. Diakon an der Thomaskirche in Leipzig wurde er 1551, um in Berlin 1564 schließlich Hofprediger zu werden. 1569 promovierte er zum Doktor der Theologie. Im September 1570 wurde er Stadtpfarrer in Küstrin und Generalsuperintendent der Markgrafschaft Brandenburg-Küstrin, kehrte aber schon im folgenden Jahr nach Berlin zurück, als die Markgrafschaft wieder in das Kurfürstentum Brandenburg eingegliedert worden war. Seit 1571 war er als Berliner Dompropst und Oberkonsistorialrat tätig. Am 13. Dezember 1579 verstarb er in Berlin, kurz bevor er zum Generalsuperintendenten ernannt werden sollte.
Coelestin, der mit Ursula Kersten verheiratet war, gab unter anderem auch Briefe Martin Luthers heraus, die er gesammelt hatte.

## Schriften
- Statuta collegii canonicorum delineata. 1571.
- Historia comitiorum anno 1530 Augustae celebratorum. 4 Teile. 1577.
- Grundt der Lehre Vom Heiligen Hochwirdigen Sacrament des Leibs vnnd Bluts vnsers Herren Jhesu Christi, aus Apostolischer Schrifft vnd Lutherischen Büchern, Guthertziger meinung zu wegenbracht. 1577 Digitalisierte Ausgabe des Münchner Digitalisierungszentrums
- Die Ungeenderte, Rechte, Ware Augspurgische Confession, So auffm Reichstage zu Augspurg, Anno 1530, Von Churfürsten, Fürsten und Stenden, den 25. Iunii im Keyserlichen Pallast offentlich Deutsch und Lateinisch gelesen ...Und aus dem Original und Protocol beiden Churfürsten Sachsen und Brandenburg zugeschickt ... Frankfurt an der Oder: Friedrich Hartman, 1597. Digitalisierte Ausgabe des Münchner Digitalisierungszentrums